# Тальниковское муниципальное образование
Тальниковское муниципальное образование — муниципальное образование со статусом сельского поселения в 
Черемховском районе Иркутской области России. Административный центр — поселок Тальники).

## Демография
По результатам Всероссийской переписи населения 2010 года 
численность населения муниципального образования составила 869 человек, в том числе 419 мужчин и 450 женщин.

## Населенные пункты
В состав муниципального образования входят населенные пункты
- Тальники
- Сплавная
- Тунгусы
- Юлинск[2]